# ريكي وايلد
ريكي وايلد (بالإنجليزية: Ricky Wilde)‏ هو منتج أسطوانات وكاتب أغاني وموسيقي بريطاني، ولد في 6 نوفمبر 1961.

## وصلات خارجية
- ريكي وايلد على موقع IMDb (الإنجليزية)
- ريكي وايلد على موقع ميوزك برينز (الإنجليزية)
- ريكي وايلد على موقع أول ميوزيك (الإنجليزية)
- ريكي وايلد على موقع ديسكوغز (الإنجليزية)